# Система корпоративного контролю
Систе́ма корпорати́вного контро́лю — сукупність видів контролю фінансово-господарської діяльності підприємств з боку власників. Контроль за діяльністю підприємств здійснюється як ззовні, так і з середини.

## Зовнішній контроль
Зовнішній контроль поділяється на зовнішній нагляд (з боку зовнішніх інвесторів та державних органів корпоративного контролю) та зовнішній аудит.
До завдань зовнішнього нагляду належать:
- забезпечення надійності та раціональності господарських операцій,
- досягнення оптимальної пропорційності капіталів,
- резервування коштів, достатніх для управління комерційними ризиками.

Основна мета нагляду — мінімізація ризику фінансових втрат власників і кредиторів, а також підтримка надійності підприємства.
Зовнішній аудит з'ясовує: дотримання правил бухгалтерського обліку та звітності з операцій, що здійснює корпоративне підприємство; стан внутрішнього контролю в умовах корпоративного підприємс-тва та його оцінку; дотримання корпоративним підприємством положень законодавчих та нормативних актів України; виконання економічних завдань, встановлених рішенням загальних зборів власників.

## Внутрішній контроль
Внутрішній контроль корпоративного підприємства здійснюють : 
- а) спостережна рада;
- б) ревізійна комісія;
- в) правління (рада директорів);
- г) функціональні підрозділи;
- д) служба внутрішнього аудиту.

Система ефективного внутрішнього контролю – це важлива складова управління корпоративним підприємством, яка є основою її
безперебійного функціонування. Дієві заходи внутрішнього контролю сприяють виконанню головних завдань корпоративного підприємства,
досягненню ним стратегічних та тактичних цілей. Така система спонукає працівників корпоративного підприємства дотримуватися чинного
законодавства та нормативних актів, а також розробленої виробничо-збутової політики, планів, внутрішніх правил та процедур, вчасно виявляти та знижувати ризик непередбачених витрат чи втрати ділової репутації.
У розвинених країнах функції контролюючого органу корпорації виконує також рада директорів, функції якої за змістом аналогічні
функціям спостережної ради. Залежно від ділової активності і ступеня впливу на господарське управління ради директорів бувають трьох
видів :
1) «сторожовий пес». Ця рада здійснює контроль за діяльністю корпорації у всіх сферах через створення механізмів контролю з безлічі питань на регулярній основі з малим або великим ступенем деталізації;
2) «опікун». Ця рада діє в ролі довіреної особи – охоронця власності, несе відповідальність за результати фінансово-господарської діяльності і досягнення економічного ефекту;
3) «пілот». Ця рада заснована на принципі управлінської свободи та абсолютної непідзвітності.